# Podsavezna nogometna liga Našice 1967./68.
Podsavezna nogometna liga Našice (također i kao Liga Nogometnog podsaveza Našice) je bila liga četvrtog stupnja nogometnog prvenstva Jugoslavije u sezoni 1967./68. Sudjelovalo je 10 klubova, a prvak je bio "Željezničar" iz Markovca Našičkog. 

## Ljestvica
| mj. | klub                         | ut. | pob. | ner. | por. | gol+ | gol- | bod |
| --- | ---------------------------- | --- | ---- | ---- | ---- | ---- | ---- | --- |
| 1.  | Željezničar Markovac Našički | 18  | 13   | 1    | 4    | 65   | 30   | 27  |
| 2.  | Đurđenovac                   | 18  | 10   | 4    | 4    | 49   | 23   | 24  |
| 3.  | Zagorac Beljevina            | 18  | 10   | 3    | 5    | 42   | 33   | 23  |
| 4.  | Papuk Orahovica              | 18  | 10   | 2    | 6    | 61   | 32   | 22  |
| 5.  | Seljak Koška                 | 18  | 8    | 3    | 7    | 41   | 37   | 19  |
| 6.  | FEŠK Feričanci               | 18  | 8    | 2    | 8    | 51   | 37   | 18  |
| 7.  | Krndija Našice               | 18  | 7    | 3    | 8    | 45   | 43   | 17  |
| 8.  | Partizan Podravska Slatina   | 18  | 6    | 1    | 11   | 37   | 48   | 13  |
| 9.  | Omladinac Niza               | 18  | 5    | 3    | 10   | 39   | 69   | 13  |
| 10. | Sloga Zdenci                 | 18  | 1    | 2    | 15   | 13   | 86   | 4   |

- Podravska Slatina – tadašnji naziv za Slatinu

## Rezultatska križaljka
| kratica | klub                         | ĐUR | FEŠK | KRN | OML | PAP | PAR | SELJ | SLO | ZAG | ŽELJ |
| --- | ---------------------------- | --- | ---- | --- | --- | --- | --- | ---- | --- | --- | ---- |
| ĐUR | Đurđenovac                   |     |      |     |     |     |     |      |     |     |      |
| FEŠK | FEŠK Feričanci               |     |      |     |     |     |     |      |     |     |      |
| KRN | Krndija Našice               |     |      |     |     |     |     |      |     |     |      |
| OML | Omladinac Niza               |     |      |     |     |     |     |      |     |     |      |
| PAP | Papuk Orahovica              |     |      |     |     |     |     |      |     |     |      |
| PAR | Partizan Podravska Slatina   |     |      |     |     |     |     |      |     |     |      |
| SELJ | Seljak Koška                 |     |      |     |     |     |     |      |     |     |      |
| SLO | Sloga Zdenci                 |     |      |     |     |     |     |      |     |     |      |
| ZAG | Zagorac Beljevina            |     |      |     |     |     |     |      |     |     |      |
| ŽELJ | Željezničar Markovac Našički |     |      |     |     |     |     |      |     |     |      |
| |                              |     |      |     |     |     |     |      |     |     |      |
| podebljan rezultat - utakmice od 1. do 9. kola (1. utakmica između klubova) rezultat normalne debljine - utakmice od 10. do 18. kola (2. utakmica između klubova) rezultat nakošen - nije vidljiv redoslijed odigravanja međusobnih utakmica iz dostupnih izvora rezultat smanjen * - iz dostupnih izvora nije uočljiv domaćin susreta prekrižen rezultat - poništena ili brisana utakmica p - utakmica prekinuta 3:0 p.f. / 0:3 p.f. - rezultat 3:0 bez borbe |                              |     |      |     |     |     |     |      |     |     |      |

 Izvori:

## Unutrašnje poveznice
- Slavonska zona 1967./68.